# Iron Maiden Tour
Iron Maiden Tour – trasa koncertowa grupy by Iron Maiden, która promowała pierwszy album studyjny zatytułowany Iron Maiden, jak również oficjalnie wydane na czarnym krążku, oryginalne demo The Soundhouse Tapes i przekrojową kompilację Metal for Muthas, przynoszącą wybór nagrań debiutujących wówczas formacji tzw. „Nowej Fali Brytyjskiego Heavy Metalu”. Począwszy od 17 sierpnia 1979 roku zespół pod opieką managera Roda Smallwooda ruszył w intensywny objazd klubów Wielkiej Brytanii, najczęściej koncertując w Londynie i okolicach. W drugiej połowie 1979 roku skład grupy (oprócz S. Harrisa, P. Di’Anno i D. Murraya) uzupełniali: Tony Parsons – gitara oraz Doug Sampson – perkusja. Dopiero z początkiem 1980 roku w składzie pojawili się gitarzysta Dennis Stratton i uzdolniony perkusista Clive Burr.
Pierwsza w historii formacji trasa w roli jedynej gwiazdy wieczoru została poprzedzona koncertami z cyklu „Metal for Muthas Tour”, w ramach których Iron Maiden występowali, jako co-headliner. Aż 17 koncertów trasy musiało zostać odwołanych ze względu na zobowiązania muzyków, związane z pracą nad pierwszym albumem studyjnym. Iron Maiden poprzedzali również Judas Priest na ich „British Steel Tour”, następnie od 1 kwietnia do 23 sierpnia zagrali potężną trasę brytyjską, już jako jedyna gwiazda, występując również przed kilkudziesięciotysięcznymi tłumami na festiwalach w Finlandii, Belgii oraz na angielskim „Reading Festival 1980”, jako druga gwiazda wieczoru. Zapis fragmentów tego występu znalazł się na albumie BBC Archives wydanym w 2002 roku. Zespół został również zaproszony na trasę amerykańskiej grupy KISS występując jako gość specjalny podczas europejskiej odsłony „Unmasked Tour”, która trwała od 24 sierpnia do 16 października 1980 r. Zaraz po zakończeniu tego cyklu koncertów Dennis Stratton został usunięty z grupy, zaś na jego miejsce przyjęto Adriana Smitha. Już z nowym gitarzystą zespół ruszył w kolejną trasę brytyjską, trwającą od 21 listopada to 21 grudnia 1980 r.
W ramach trasy formacja odwiedziła 13 państw świata i wystąpiła po raz pierwszy w wielu krajach kontynentalnej Europy, jak: Finlandia, Dania, Norwegia, Szwecja, Szwajcaria, Belgia, Włochy, Francja czy Niemcy. Zarejestrowano również pierwszy materiał wideo, zatytułowany Live at the Rainbow, okazją stał się koncert w londyńskiej sali Rainbow Theatre, który zamykał trasę. Znacznie większą część Europy zespół przemierzył koncertując jako support dla wspomnianego zespołu Kiss, wydarzenie to stanowiło przełom w karierze Brytyjczyków. Metalowców z Iron Maiden ujrzała wówczas po raz pierwszy publiczność Włoch, Niemiec, Francji, Szwajcarii, Holandii, Szwecji, Danii i Norwegii. Jako goście specjalni Amerykanów dali 28 koncertów dla niemal 450 tys. widzów, którzy nierzadko lepiej przyjmowali młodą, stosunkowo mało znaną kapelę, niż amerykańskich gwiazdorów.
Kariera grupy od tamtej pory nabrała niesamowitego tempa, zaś formacja została uznana za „Najjaśniejszą Wschodzącą Gwiazdę Heavy Metalu”. Począwszy od połowy sierpnia 1979 roku aż do pamiętnego koncertu w Rainbow 21 grudnia 1980 r., Brytyjczycy zabukowali 225 koncertów, w trakcie których wystąpili rekordową ilość razy na terenie Wielkiej Brytanii (195 koncertów), zapełniając kluby, małe i średnie sale, by zawładnąć wielkimi festiwalami i europejskimi stadionami oraz arenami sportowymi. Na przełomie lat 1979/1980 ukształtował się wizerunek maskotki grupy – Eddie, która w przyszłości stanie się nieodłącznym elementem, tworzącym image formacji i przyniesie im ogromny sukces marketingowy oraz finansowy. Szacuje się, iż Brytyjczycy w ciągu 18 miesięcy niemal bezustannego koncertowania, wystąpili dla około 1,5 mln widzów.

## Supporty
- Raven – wybrane koncerty brytyjskie 1979 i 1980[6]
- Toad The Wet Sprocket – koncerty w Wielkiej Brytanii 1979 rok i „Metal for Muthas” 1980[6]
- Neal Kay – koncerty w Wielkiej Brytanii 1979, „Metal for Muthas”, trasa brytyjska 1980[6]
- Nutz – koncerty w Wielkiej Brytanii 1979 i „Metal for Muthas” 1980[6]
- Angel Witch – koncerty w Wielkiej Brytanii 1979 i „Metal for Muthas” 1980[6]
- Blitzkrieg – koncerty w Wielkiej Brytanii 1979[6]
- Diamond Head – koncerty w Wielkiej Brytanii 1979 i „Metal for Muthas”, trasa brytyjska 1980[6]
- Praying Mantis – koncerty w Wielkiej Brytanii 1979, „Metal for Muthas” 1980, trasa brytyjska 1980[6]
- Ian Fleming – koncerty w Wielkiej Brytanii 1979[6]
- Dog Watch – koncerty w Wielkiej Brytanii 1979[6]
- Air Aces – koncerty w Wielkiej Brytanii 1979[6]
- The Monos – koncerty w Wielkiej Brytanii 1979[6]
- Quartz – koncerty w Wielkiej Brytanii 1979 i „Metal for Muthas” 1980[6]
- Wounded John Scott Cree – koncerty w Wielkiej Brytanii 1979[6]
- Magnum Force – koncerty w Wielkiej Brytanii 1979[6]
- Bombshell – koncerty w Wielkiej Brytanii 1979[6]
- BlitzFish – koncerty w Wielkiej Brytanii 1979[6]
- Easy – koncerty w Wielkiej Brytanii 1979[6]
- Sledgehammer – Music Machine, 1979[6]
- Jugglers – koncerty w Wielkiej Brytanii 1979[6]
- Fist – koncerty w Wielkiej Brytanii 1979, Marquee Club 1980[6]
- Colossus – koncerty w Wielkiej Brytanii 1979, Marquee Club 1980[6]
- Urchin – koncerty w Wielkiej Brytanii 1979 i „Metal for Muthas” 1980[6]
- Tygers of Pan Tang – koncerty w Wielkiej Brytanii 1979 i „Metal for Muthas”, trasa brytyjska 1980[6]
- Jerry Floyd – koncerty w Wielkiej Brytanii 1979, trasa brytyjska 1980, koncerty w Londynie grudzień 1980[6]
- Witchfynde – koncerty w Wielkiej Brytanii 1979[6]
- Sparta – koncerty w Wielkiej Brytanii 1979[6]
- Eagle – koncerty w Wielkiej Brytanii 1979[6]
- Holocaust – koncerty w Wielkiej Brytanii 1979[6]
- Medusa – Bingley Hall, Birmingham 1979[6]

## Artyści supportowani przez Iron Maiden
- KISS – trasa po kontynentalnej Europie 1980.[6]
- Judas Priest – koncerty „British Steel Tour'80” w Wielkiej Brytanii[6].
- Saxon – koncerty „Metal for Muthas Tour”, wybrane koncerty w 1979 roku[6].
- Motörhead – wybrane koncerty w 1979 roku[6].
- Samson – koncerty „Metal for Muthas Tour” (co-headliner)[6].
- UFO – „Reading Festival 1980”[6].
- Budgie – koncerty w Birmingham, Bingley Hall.[6]

## Setlista
- Introdukcja: „The Ides of March” (z albumu Killers, 1981) na całej trasie[7].

1. „Sanctuary” (z albumu Iron Maiden, 1980)
2. „Prowler” (z albumu Iron Maiden, 1980)
3. „Wrathchild” (z albumu Killers, 1981)
4. „Remember Tomorrow” (z albumu Iron Maiden, 1980)
5. „Charlotte the Harlot” (z albumu Iron Maiden, 1980)
6. „Killers” (z albumu Killers, 1981)
7. „Another Life” (z albumu Killers, 1981)
8. Drum solo
9. „Transylvania” (z albumu Iron Maiden, 1980)
10. Guitar solo
11. „Strange World” (z albumu Iron Maiden, 1980)
12. „Innocent Exile” (z albumu Killers, 1981)
13. „Phantom of the Opera” (z albumu Iron Maiden, 1980)
14. „Iron Maiden” (z albumu Iron Maiden, 1980)

Bisy:
1. „Running Free” (z albumu Iron Maiden, 1980)
2. „Drifter” (z albumu Killers, 1981)
3. „I’ve Got the Fire” (Montrose cover)

Uwagi:
- Wszystkie utwory znane z albumu Killers nie były jeszcze wówczas opublikowane[7].
- „Killers” był w 1980 roku prezentowany z zupełnie innym tekstem, napisanym tuż przed koncertami w Hammersmith Odeon[7].
- „Women in Uniform” – cover piosenki australijskiej grupy Skyhooks został wykonany tylko kilkakrotnie podczas jesiennej trasy w 1980 r.[7]
- „Invasion” (z singla „Women in Uniform”, 1980) wykonywano okazjonalnie[7].
- Podczas koncertów w roli supportu Iron Maiden prezentowali od 9 do 11 pierwszych kompozycji, często ze względu na ograniczenia czasowe rezygnując z popisów solowych[7].

## Oprawa trasy

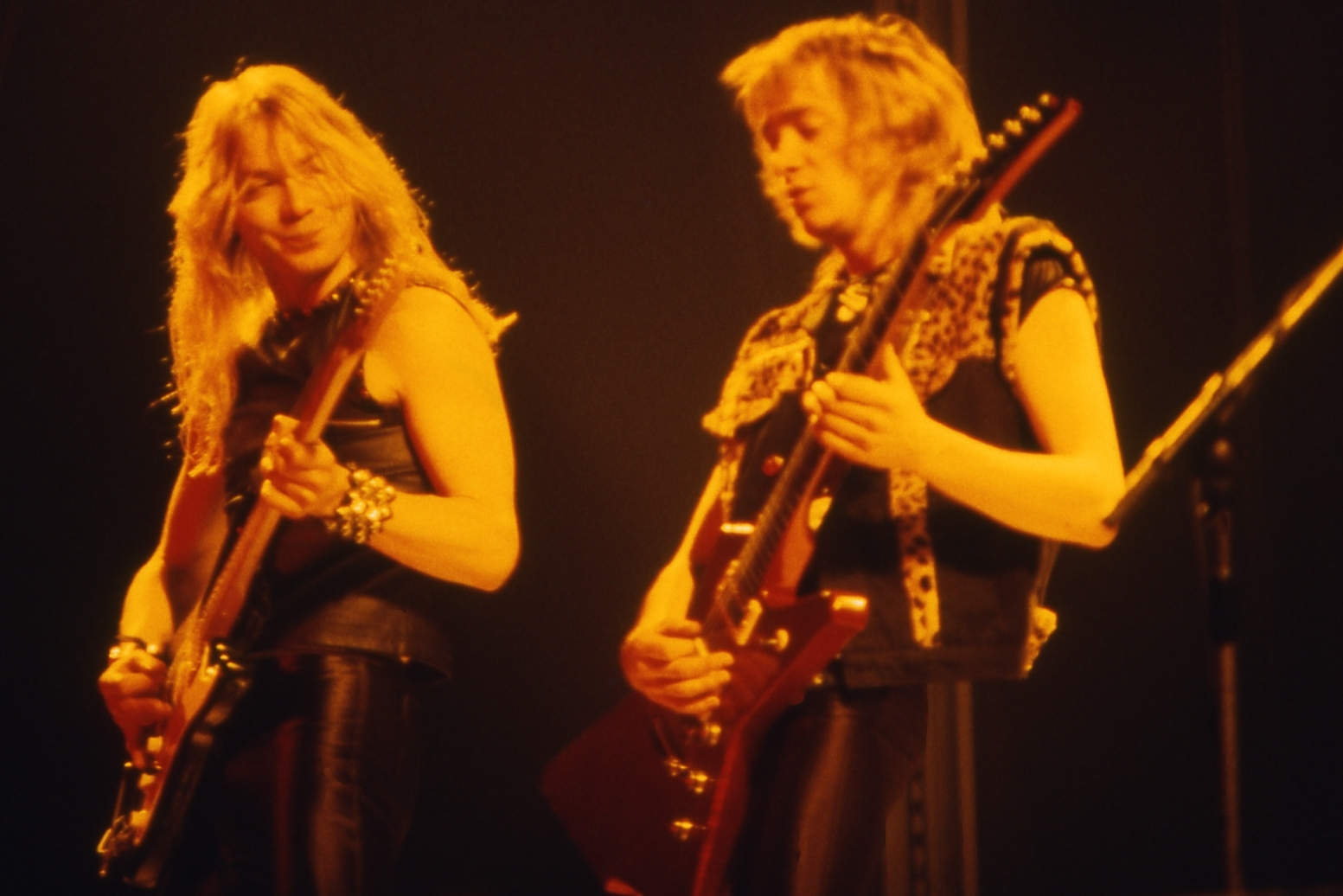
Iron Maiden z Adrianem Smithem.

W toku trasy zespół zaprezentował dwa warianty oprawy estradowej. Od sierpnia 1979 roku do maja 1980 r. formacja występowała niemal wyłącznie na klubowych scenach, korzystając z lokalnej aparatury nagłaśniającej i dostępnego w danym lokalu oświetlenia. Na wyposażeniu grupy pozostawały odsłuchy, podest perkusyjny, zestaw pięciu kolumn i kilku wzmacniaczy, stroboskopy, maszyna do dymu z suchego lodu oraz tablica ze srebrzystym logo formacji i zgrafizowanym wizerunkiem Eddiego (maskotki), zawieszana nad perkusją. Sporadycznie koncerty urozmaicano wybuchami petard oraz rac. Podczas występów w klubie Music Machine w 1979 r., jedna z takich petard poparzyła muzyków i kilkoro widzów.
Brytyjczycy supportowali uznane już formacje, jak Judas Priest czy KISS. W tym przypadku mogli skorzystać z wyznaczonego miejsca na scenie i części sprzętu należącego do gwiazdy wieczoru. Na potrzeby większych koncertów, granych indywidualnie muzycy używali specjalnego zestawu świateł, opartego na tradycyjnych reflektorach zawieszonych na trzech rampach, oraz ośmiu zestawów z szesnastoma jupiterami, ustawionych po bokach estrady, nad zestawem perkusyjnym oraz w głębi sceny. Grupa wykorzystała także kaskady halogenów zamontowanych na górnej rampie i po bokach sceny. System oświetleniowy ukrywał kilka linijek wyposażonych w światła punktowe oraz dodatkowe reflektory otaczające zestaw perkusyjny i rozmieszczone na szczycie sceny. Nie wykorzystywano pirotechniki, natomiast nader chętnie ekipa techniczna wtłaczała na estradę kłęby pary z suchego lodu. Nad zestawem perkusyjnym znajdowała się prostokątna kilkumetrowa tablica z wizerunkiem maskotki, znanym z debiutanckiego albumu Iron Maiden, w jej oczodołach zamontowano reflektory, zaś w kulminacyjnym momencie koncertów z jej rozwartych ust wydobywała się para, która przesłaniała całą estradę.
Podczas prezentowania kompozycji „Iron Maiden” na scenę wkraczali techniczni przebrani za maskotkę grupy, dzierżąc w dłoniach miotacze suchego lodu zwieńczone reflektorami. W ówczesnym czasie show formacji prezentował się dość skromnie. Muzykom zależało na zachowaniu surowego wizerunku koncertowego, pozbawionego zbytnich upiększeń i para-teatralnych rekwizytów. Zrezygnowano z jakiejkolwiek scenografii, jeśli nie liczyć symetrycznie rozstawionych zestawów kolumn i wzmacniaczy czy podium pod perkusję. Liczył się wyłącznie surowy heavy rock. Taki też był wizerunek samych wykonawców, frontman – Paul Di’Anno nosił się jak na metalowca z punkowymi korzeniami przystało. Ćwiekowane pasy, pieszczochy, skórzane spodnie, takież buty i nieodłączne okulary – lustrzanki, w ślad za nim podążali również pozostali członkowie grupy.

## Daty trasy
UWAGA! w wyniku aktualizacji danych, nazwy obiektów nie muszą się pokrywać ze stanem pierwotnym, znanym z materiałów prasowych grupy.
| Data                        | Miasto              | Kraj       | Obiekt                      |
| Europa                      | Europa              | Europa     | Europa                      |
| --------------------------- | ------------------- | ---------- | --------------------------- |
| 17 sierpnia 1979            | Birkenhead          | Anglia     | The Gallery                 |
| 17 sierpnia 1979            | Birkenhead          | Anglia     | The Gallery                 |
| 18 sierpnia 1979            | Londyn              | Anglia     | Seven Sisters Club          |
| 19 sierpnia 1979            | Gwent               | Walia      | Newbridge Memorial Club     |
| 20 sierpnia 1979            | Londyn              | Anglia     | Music Machine               |
| 24 sierpnia 1979            | Londyn              | Anglia     | Rock Gardens                |
| 25 sierpnia 1979            | Londyn              | Anglia     | Ruskin Arms P.H.            |
| 30 sierpnia 1979            | Swansea             | Walia      | Circles                     |
| 31 sierpnia 1979            | Aberavon            | Walia      | 9 Volts Club                |
| 1 września 1979             | Tonypandy           | Walia      | Royal Naval Club            |
| 3 września 1979             | Londyn              | Anglia     | Music Machine               |
| 6 września 1979             | Londyn              | Anglia     | The Swan P.H.               |
| 7 września 1979             | Londyn              | Anglia     | Ruskin Arms P.H.            |
| 8 września 1979             | Londyn              | Anglia     | The Greyhound P.H.          |
| 10 września 1979            | Londyn              | Anglia     | Music Machine               |
| 11 września 1979            | Londyn              | Anglia     | Music Machine               |
| 14 września 1979            | Londyn              | Anglia     | Bandwagon                   |
| 15 września 1979            | Londyn              | Anglia     | Ruskin Arms P.H.            |
| 17 września 1979            | Londyn              | Anglia     | Music Machine               |
| 27 września 1979            | Basildon            | Anglia     | Double Six                  |
| 28 września 1979            | Londyn              | Anglia     | Lafayette                   |
| 30 września 1979            | Londyn              | Anglia     | Music Machine               |
| 3 października 1979         | Londyn              | Anglia     | The Swan P.H.               |
| 4 października 1979         | Londyn              | Anglia     | The Swan P.H.               |
| 5 października 1979         | Londyn              | Anglia     | Ruskin Arms P.H.            |
| 6 października 1979         | Nottingham          | Anglia     | Boat Club                   |
| 7 października 1979         | Trentside           | Anglia     | Middle Of The Three         |
| 8 października 1979         | Londyn              | Anglia     | The Bridge                  |
| 10 października 1979        | Londyn              | Anglia     | Ruskin Arms P.H.            |
| 12 października 1979        | Gwent               | Walia      | Newbridge Memorial Club     |
| 13 października 1979        | Manchester          | Anglia     | UMIST                       |
| 19 października 1979        | Londyn              | Anglia     | Marquee Club                |
| 26 października 1979        | Aberavon            | Walia      | 9 Volts Club                |
| 27 października 1979        | Tonypandy           | Walia      | Royal Naval Club            |
| 1 listopada 1979            | Aberdeen            | Szkocja    | Ruffles                     |
| 2 listopada 1979            | Blackpool           | Anglia     | Norbreck Castle             |
| 5 listopada 1979            | Londyn              | Anglia     | Music Machine               |
| 9 listopada 1979            | Londyn              | Anglia     | The Bandwagon               |
| 10 listopada 1979           | Londyn              | Anglia     | Stroud Club                 |
| 12 listopada 1979           | Birmingham          | Anglia     | Birmingham Club             |
| 14 listopada 1979           | Londyn              | Anglia     | BBC Studios                 |
| 16 listopada 1979           | Burton-on-Trent     | Anglia     | 76 Club                     |
| 17 listopada 1979           | Liverpool           | Anglia     | Metro                       |
| 19 listopada 1979           | Londyn              | Anglia     | Nashville                   |
| 20 listopada 1979           | Londyn              | Anglia     | Nashville                   |
| 23 listopada 1979           | Birkenhead          | Anglia     | The Gallery                 |
| 24 listopada 1979           | Warrington          | Anglia     | The Lion                    |
| 27 listopada 1979           | Lincoln             | Anglia     | Club                        |
| 30 listopada 1979           | Middlesborough      | Anglia     | Rock Garden                 |
| 1 grudnia 1979              | Retford             | Anglia     | Porterhouse                 |
| 2 grudnia 1979              | Londyn              | Anglia     | Music Machine               |
| 3 grudnia 1979              | Birmingham          | Anglia     | Locomotive                  |
| 4 grudnia 1979              | Swindon             | Anglia     | Brunnel Rooms               |
| 6 grudnia 1979              | Scarborough         | Anglia     | The Penthouse               |
| 7 grudnia 1979              | Londyn              | Anglia     | North London Polytechnics   |
| 8 grudnia 1979              | Bristol             | Anglia     | Granary Club                |
| 9 grudnia 1979              | Londyn              | Anglia     | Marquee Club                |
| 10 grudnia 1979             | Exeter              | Anglia     | Routes                      |
| 11 grudnia 1979             | Portsmouth          | Anglia     | Music Club                  |
| 12 grudnia 1979             | Whitley Bay         | Anglia     | Center                      |
| 13 grudnia 1979             | Swansea             | Anglia     | Club                        |
| 15 grudnia 1979             | Birmingham          | Anglia     | Bingley Hall                |
| 16 grudnia 1979             | Birmingham          | Anglia     | Bingley Hall                |
| 17 grudnia 1979             | Birmingham          | Anglia     | Bingley Hall                |
| 19 grudnia 1979             | Londyn              | Anglia     | Music Machine               |
| 20 grudnia 1979             | Liverpool           | Anglia     | Oscars                      |
| 22 grudnia 1979             | Oldham              | Anglia     | Tower Club                  |
| Metal For Muthas Tour       |                     |            |                             |
| 1 lutego 1980               | Aberdeen            | Szkocja    | Aberdeen University         |
| 2 lutego 1980               | Glasgow             | Szkocja    | Glasgow University          |
| 3 lutego 1980               | St Andrews          | Szkocja    | St Andrews University       |
| 4 lutego 1980               | Edynburg            | Szkocja    | Tiffany’s                   |
| 5 lutego 1980               | Grimsby             | Anglia     | Centre Hall                 |
| 6 lutego 1980               | Bristol             | Anglia     | Romeo & Juliet’s            |
| 7 lutego 1980               | Wakefield           | Anglia     | Unity Hall                  |
| 8 lutego 1980               | Huddersfield        | Anglia     | Huddersfield Polytechnic    |
| 9 lutego 1980               | Manchester          | Anglia     | UMIST                       |
| 10 lutego 1980              | Londyn              | Anglia     | Lyceum Ballroom             |
| 11 lutego 1980              | Mansfield           | Anglia     | Civic Theatre               |
| 14 lutego 1980              | Swansea             | Walia      | Circles                     |
| 15 lutego 1980              | Hitchin             | Anglia     | North Hertfordshire College |
| 16 lutego 1980              | West Runton         | Anglia     | West Runton Pavilion        |
| 17 lutego 1980              | Redcar              | Anglia     | Coatham Bowl                |
| 18 lutego 1980              | Birkenhead          | Anglia     | Hamilton Club               |
| 19 lutego 1980              | Oldham              | Anglia     | Civic Hall                  |
| 20 lutego 1980              | Blackburn           | Anglia     | King George’s Hall          |
| 21 lutego 1980              | Carlisle            | Anglia     | Market Hall                 |
| 22 lutego 1980              | Newcastle upon Tyne | Anglia     | Mayfair Ballroom            |
| 23 lutego 1980              | Leicester           | Anglia     | Leicester University        |
| 24 lutego 1980              | Sheffield           | Anglia     | Top Rank                    |
| 25 lutego 1980              | Plymouth            | Anglia     | Fiesta                      |
| 26 lutego 1980              | Cardiff             | Walia      | Top Rank                    |
| 27 lutego 1980              | Portsmouth          | Anglia     | Portsmouth Polytechnic      |
| 28 lutego 1980              | Wolverhampton       | Anglia     | Wolverhampton Civic Hall    |
| 29 lutego 1980              | Hanley              | Anglia     | Victoria Hall               |
| 1 marca 1980                | Retford             | Anglia     | The Porterhouse             |
| 2 marca 1980                | Birmingham          | Anglia     | Top Rank                    |
| British Steel Tour          |                     |            |                             |
| 7 marca 1980                | Cardiff             | Walia      | University                  |
| 8 marca 1980                | Leeds               | Anglia     | University                  |
| 9 marca 1980                | Bristol             | Anglia     | Colson Hall                 |
| 10 marca 1980               | Manchester          | Anglia     | Apollo Theatre              |
| 11 marca 1980               | Sheffield           | Anglia     | City Hall                   |
| 12 marca 1980               | Sheffield           | Anglia     | City Hall                   |
| 13 marca 1980               | Leicester           | Anglia     | De Montfort Hall            |
| 14 marca 1980               | Londyn              | Anglia     | Hammersmith Odeon           |
| 15 marca 1980               | Londyn              | Anglia     | Hammersmith Odeon           |
| 16 marca 1980               | Southampton         | Anglia     | Gaumont Hall                |
| 18 marca 1980               | Aberdeen            | Szkocja    | Capitol                     |
| 19 marca 1980               | Edynburg            | Szkocja    | Odeon                       |
| 20 marca 1980               | Newcastle upon Tyne | Anglia     | City Hall                   |
| 21 marca 1980               | Newcastle upon Tyne | Anglia     | City Hall                   |
| 22 marca 1980               | Glasgow             | Szkocja    | Apollo Theatre              |
| 23 marca 1980               | Deeside             | Anglia     | Leisure Centre              |
| 25 marca 1980               | Stoke-on-Trent      | Anglia     | Garden Grand Hall           |
| 26 marca 1980               | Birmingham          | Anglia     | Odeon                       |
| 27 marca 1980               | Birmingham          | Anglia     | Odeon                       |
| British Invasion Tour       |                     |            |                             |
| 1 kwietnia 1980             | Londyn              | Anglia     | Rainbow Theatre             |
| 2 kwietnia 1980             | Londyn              | Anglia     | Marquee Club                |
| 3 kwietnia 1980             | Londyn              | Anglia     | Marquee Club                |
| 5 kwietnia 1980             | Kortrijk            | Belgia     | Festival grounds            |
| 6 kwietnia 1980             | Londyn              | Anglia     | The Bandwagon               |
| 7 kwietnia 1980             | Plymouth            | Anglia     | Fiesta                      |
| 8 kwietnia 1980             | Londyn              | Anglia     | The Ruskin Arms             |
| 10 kwietnia 1980            | Grimsby             | Anglia     | Central Hall                |
| 14 kwietnia 1980            | Londyn              | Anglia     | The Ruskin Arms             |
| 15 maja 1980                | Lincoln             | Anglia     | Drill Hall                  |
| 16 maja 1980                | Newcastle           | Anglia     | Mayfair Ballroom            |
| 17 maja 1980                | Dunfermline         | Szkocja    | Kinema Ballroom             |
| 18 maja 1980                | Ayr                 | Szkocja    | Pavilion                    |
| 19 maja 1980                | Aberdeen            | Szkocja    | Music Hall                  |
| 20 maja 1980                | Carlisle            | Anglia     | Market Hall                 |
| 21 maja 1980                | Bradford            | Anglia     | St George’s Hall            |
| 22 maja 1980                | Withernsea          | Anglia     | Grand Pavilion              |
| 23 maja 1980                | Cambridge           | Anglia     | Corn Exchange               |
| 25 maja 1980                | Dunstable           | Anglia     | Queensway Hall              |
| 27 maja 1980                | Blackburn           | Anglia     | King George’s Hall          |
| 28 maja 1980                | Wolverhampton       | Anglia     | Civic Hall                  |
| 29 maja 1980                | Swindon             | Anglia     | Brunel Rooms                |
| 30 maja 1980                | St Austell          | Anglia     | Cornwall Coliseum           |
| 1 czerwca 1980              | Bristol             | Anglia     | O2 Academy Bristol          |
| 2 czerwca 1980              | Malvern             | Anglia     | Winter Gardens              |
| 3 czerwca 1980              | Portsmouth          | Anglia     | Locarno                     |
| 4 czerwca 1980              | Cardiff             | Walia      | Top Rank                    |
| 6 czerwca 1980              | West Runton         | Anglia     | West Runton Pavilion        |
| 7 czerwca 1980              | Birmingham          | Anglia     | Birmingham Odeon            |
| 8 czerwca 1980              | Sheffield           | Anglia     | Top Rank                    |
| 9 czerwca 1980              | Liverpool           | Anglia     | Royal Court Theatre         |
| 11 czerwca 1980             | Sunderland          | Anglia     | Mecca Centre                |
| 12 czerwca 1980             | Dundee              | Szkocja    | Caird Hall                  |
| 13 czerwca 1980             | Glasgow             | Szkocja    | The Apollo                  |
| 14 czerwca 1980             | Middlesbrough       | Anglia     | Middlesbrough Town Hall     |
| 16 czerwca 1980             | Wakefield           | Anglia     | Unity Hall                  |
| 17 czerwca 1980             | Leicester           | Anglia     | De Montfort Hall            |
| 18 czerwca 1980             | Chatham             | Anglia     | Central Hall                |
| 19 czerwca 1980             | Guildford           | Anglia     | Guildford Civic Hall        |
| 20 czerwca 1980             | Londyn              | Anglia     | Rainbow Theatre             |
| 21 czerwca 1980             | Bracknell           | Anglia     | Sports Centre               |
| 22 czerwca 1980             | Brighton            | Anglia     | Top Rank                    |
| 25 czerwca 1980             | Derby               | Anglia     | Assembly Rooms              |
| 26 czerwca 1980             | Manchester          | Anglia     | O2 Apollo Manchester        |
| 27 czerwca 1980             | Bath                | Anglia     | Pavilion                    |
| 28 czerwca 1980             | Oksford             | Anglia     | New Theatre Oxford          |
| 29 czerwca 1980             | Swansea             | Walia      | Brangwyn Hall               |
| 30 czerwca 1980             | Poole               | Anglia     | Arts Centre                 |
| 1 lipca 1980                | Portsmouth          | Anglia     | Locarno                     |
| 3 lipca 1980                | Londyn              | Anglia     | Marquee Club                |
| 4 lipca 1980                | Londyn              | Anglia     | Marquee Club                |
| 5 lipca 1980                | Londyn              | Anglia     | Marquee Club                |
| 8 lipca 1980                | Londyn              | Anglia     | Marquee Club                |
| 9 lipca 1980                | Londyn              | Anglia     | Marquee Club                |
| 11 lipca 1980               | Londyn              | Anglia     | Marquee Club                |
| 12 lipca 1980               | Londyn              | Anglia     | Marquee Club                |
| 13 lipca 1980               | Londyn              | Anglia     | Marquee Club                |
| Festival Tour               |                     |            |                             |
| 19 lipca 1980               | Oulu                | Finlandia  | Kuusisaari                  |
| 10 sierpnia 1980            | Londyn              | Anglia     | Global Village              |
| 21 sierpnia 1980            | West Runton         | Anglia     | West Runton Pavilion        |
| 23 sierpnia 1980            | Reading             | Anglia     | Little John’s Farm          |
| Unmasked Tour 1980          |                     |            |                             |
| 29 sierpnia 1980            | Rzym                | Włochy     | Castel Sant’Angelo          |
| 30 sierpnia 1980            | Perugia             | Włochy     | Estadio Perugia             |
| 1 września 1980             | Genua               | Włochy     | Palasport di Genova         |
| 2 września 1980             | Turyn               | Włochy     | Stadio Olimpico di Torino   |
| 4 września 1980             | Londyn              | Anglia     | Marquee Club                |
| 5 września 1980             | Londyn              | Anglia     | Marquee Club                |
| 11 września 1980            | Norymberga          | Niemcy     | Messehalle                  |
| 12 września 1980            | Düsseldorf          | Niemcy     | Philipshalle                |
| 13 września 1980            | Frankfurt           | Niemcy     | Rebstockgelände (Open-Air)  |
| 15 września 1980            | Dortmund            | Niemcy     | Westfalenhallen             |
| 17 września 1980            | Sindelfingen        | Niemcy     | Messehalle                  |
| 18 września 1980            | Monachium           | Niemcy     | Olympiahalle                |
| 20 września 1980            | Kassel              | Niemcy     | Eissporthalle Kassel        |
| 21 września 1980            | Bruksela            | Belgia     | Forest National             |
| 23 września 1980            | Awinion             | Francja    | Stade des Avigion           |
| 24 września 1980            | Lyon                | Francja    | Palais des Sports           |
| 26 września 1980            | Lille               | Francja    | Parc des Expositions        |
| 27 września 1980            | Paryż               | Francja    | Hippodrome de Pantin        |
| 28 września 1980            | Paryż               | Francja    | Hippodrome de Pantin        |
| 29 września 1980            | Bazylea             | Szwajcaria | St. Jakobshalle             |
| 30 września 1980            | Kolonia             | Niemcy     | Arena                       |
| 1 października 1980         | Brema               | Niemcy     | Stadthalle                  |
| 2 października 1980         | Hanower             | Niemcy     | Niedersachsenstadion        |
| 4 października 1980         | Hamburg             | Niemcy     | Ernst-Merck-Halle           |
| 5 października 1980         | Lejda               | Holandia   | Groenoordhallen             |
| 6 października 1980         | Karlsruhe           | Niemcy     | Schwarzwaldhalle            |
| 9 października 1980         | Sztokholm           | Szwecja    | Stockholm Isstadion         |
| 10 października 1980        | Göteborg            | Szwecja    | Scandinavium                |
| 11 października 1980        | Kopenhaga           | Dania      | Brøndby Stadion             |
| 13 października 1980        | Drammen             | Norwegia   | Drammenshallen              |
| Adran Smith Invitation Tour |                     |            |                             |
| 8 listopada 1980            | Monachium           | Niemcy     | Olympiahalle                |
| 21 listopada 1980           | Uxbridge            | Anglia     | Brunel University           |
| 22 listopada 1980           | Leeds               | Anglia     | University of Leeds         |
| 23 listopada 1980           | Redcar              | Anglia     | Coatham Bowl                |
| 24 listopada 1980           | Kingston upon Hull  | Anglia     | City Hall                   |
| 25 listopada 1980           | Newcastle           | Anglia     | City Hall                   |
| 26 listopada 1980           | Birmingham          | Anglia     | Birmingham Odeon            |
| 27 listopada 1980           | Derby               | Anglia     | Assembly Rooms              |
| 28 listopada 1980           | Hanley              | Anglia     | Victoria Hall               |
| 29 listopada 1980           | Sheffield           | Anglia     | City Hall                   |
| 30 listopada 1980           | Manchester          | Anglia     | Apollo Theatre              |
| 1 grudnia 1980              | Nottingham          | Anglia     | Rock City                   |
| 19 grudnia 1980             | Londyn              | Anglia     | Marquee club                |
| 20 grudnia 1980             | Londyn              | Anglia     | Marquee club                |
| 21 grudnia 1980             | Londyn              | Anglia     | Rainbow Theatre             |
| 21 grudnia 1980             | Londyn              | Anglia     | Rainbow Theatre             |